# Wehrlina
Wehrlina is een geslacht van uitgestorven kreeftachtigen uit de klasse van de Ostracoda (mosselkreeftjes).

## Soorten
- Wehrlina aspera (Oepik, 1937) Schallreuter, 1964 †
- Wehrlina wehrlii Schallreuter, 1964 †